# Les Larmes du soleil
Pour plus de détails, voir Fiche technique et Distribution.
Les Larmes du soleil (Tears of the Sun) est un film de guerre américain réalisé par Antoine Fuqua et sorti en 2003.
Le film suit un commando de marine des US Navy SEAL mené par le Lieutenant Waters qui est envoyé en mission de sauvetage au Nigeria en proie à un coup d'État afin de récupérer le Dr Lena Fiore Kendricks, médecin et citoyenne italo-américaine œuvrant dans un village pour l'aide humanitaire. Toutefois, sachant pertinemment que les personnes sur place seront plus que vraisemblablement victimes des exactions ainsi que du génocide perpétrés par les rebelles à l'encontre des Igbos, le docteur refuse de les abandonner, ce qui complique la mission du lieutenant Waters et de ses hommes. Le commando devra outrepasser plusieurs fois les instructions de la mission afin de sauver tout le monde et ils vont s'apercevoir en cours de route que leur survie même est en jeu.
Le film récolte des critiques mitigées et n'est pas un immense succès au box-office.

## Synopsis
Dans un Nigeria plongé en pleine guerre civile à la suite de l'assassinat du président Asuka et de sa famille, l'armée américaine doit évacuer des civils étrangers parmi lesquels le docteur Lena Fiore Kendricks en charge d'une équipe médicale humanitaire comprenant deux religieuses et un prêtre.
Lorsque l'équipe des Navy SEAL du lieutenant Waters débarque sur zone, le Dr Kendricks refuse de partir sans les 70 villageois réfugiés sous sa responsabilité. Waters feint alors d'accéder à sa demande et le commando amène les personnes les plus valides. Une fois parvenus à la zone d'extraction, le lieutenant Waters contraint le Dr Kendricks à monter dans l'hélicoptère et les militaires abandonnent les réfugiés à leurs sorts.
En survolant la mission médicale qu'ils avaient quittée quelques heures plus tôt, les militaires découvrent le massacre de tous ses habitants par les forces rebelles, dont le prêtre et les deux religieuses restés volontairement sur place. Pris d'un dilemme, le lieutenant Waters décide alors de faire demi tour et fait embarquer les réfugiés les plus faibles et lents qui pourraient les ralentir. Le commando escortera ensuite Lena Kendricks et le reste des réfugiés à pied jusqu'au Cameroun.
Se frayant un chemin à travers la jungle, le groupe tente de se faire discret face aux patrouilles ennemies. Plusieurs SEAL ne comprennent pas non plus la décision de leur leader de ne pas s'en tenir au plan prévu. Et lorsqu'ils tombent sur un village victime d'une épuration ethnique facilement contournable, Waters décide une nouvelle fois de passer à l'action. Les SEAL éliminent tous les rebelles sur place et les Américains voient alors au plus près d'eux l'horreur du conflit africain.
Reprenant la route, les militaires se rendent compte par images satellites qu'ils sont poursuivis par un groupe de rebelles. Le traître qui possédait un émetteur est démasqué et le commando découvre qu'il devait suivre l'un des réfugiés, Arthur Azuka, fils et dernier survivant de la famille du président nigérian défunt. Le capitaine Rhodes supérieur de Waters indique à ce dernier par radio que la présence d'Arthur constitue un « problème diplomatique » d'autant que les forces rebelles mettent les bouchées doubles et sont plus que jamais toutes proches. Waters décident pourtant de n'abandonner personne et ses hommes le suivent dans sa démarche malgré les risques.
Les rebelles finissent par retrouver le petit groupe et le combat fait de nombreux morts. Les SEAL parviennent toutefois à guider deux F-18 qui délivrent une frappe au sol mettant fin à la l'assaut. Quatre des huit commandos ont survécu bien que blessés, dont le lieutenant Waters ; Arthur est vivant lui aussi tout comme le Dr Lena Kendricks. Le capitaine Rhodes fait alors embarquer ses hommes et le docteur avec la reconnaissance des réfugiés et de l'héritier des Azuka.

## Fiche technique
Sauf indication contraire, les informations mentionnées dans cette section peuvent être confirmées par la base de données cinématographiques IMDb,  présente dans la section « Liens externes ».
- Titre : Les Larmes du soleil
- Titre original : Tears of the Sun
- Titres de travail : Man of War et Hostile Rescue[1] et Rules of Engagement
- Réalisateur : Antoine Fuqua
- Scénario : Alex Lasker et Patrick Cirillo
- Directeur de la photographie : Mauro Fiore
- Montage : Conrad Buff
- Musique : Hans Zimmer (additionnelle : Steve Jablonsky, Mel Wesson, Heitor Pereira, James Michael Dooley, Martin Tillman, Lisa Gerrard et Trevor Morris)
- Chef décorateur : Naomi Shohan
- Producteur : Ian Bryce

Producteur délégué : Joe Roth
- Sociétés de production : Revolution Studios, Cheyenne Enterprises et Columbia Pictures
- Distribution :
- Budget : entre 75 millions à 100,5 millions de dollars[2],[3]
- Pays de production :  États-Unis
- Langue originale : anglais
- Format : couleur — 2,39:1
- Genre : action, guerre, drame
- Durée : 121 minutes, 142 minutes (version longue director's cut)
- Dates de sortie[4] :
  - États-Unis : 7 mars 2003
  - France : 23 juillet 2003
- Classification[5] :
  - États-Unis : R - Restricted
  - France : interdit aux moins de 12 ans

## Distribution
- Bruce Willis (VF : Patrick Poivey) : le lieutenant Alec Kevin "A. K." Waters, US Navy, commandant de la troupe des US Navy
- Monica Bellucci (VF : elle-même) : la docteure Lena Fiore Kendricks, médecin à l'Aide humanitaire internationale (AHI)
- Cole Hauser (VF : Boris Rehlinger) : James « Red » Atkins, US Navy, artilleur et expert en explosifs
- Tom Skerritt (VF : Patrick Raynal) : le capitaine Bill Rhodes, US Navy, chef et supérieur du Lt. Waters
- Paul Francis (VF : Vincent Ropion) : Danny « Doc » Kelley, US Navy, toubib et ambulancier
- Johnny Messner (VF : Éric Herson-Macarel) : Johnny « JKL » Kelly Lake, US Navy, éclaireur et reconnaissance
- Nick Chinlund (VF : Gérard Darier) : Michael « Slo » Slowenski, US Navy, mitrailleur et technicien de repérage GPS ennemi
- Eamonn Walker : Ellis « Zee » Pettigrew   dit Zed, US Navy, homme radio, télécommunications et grenadier
- Chad Smith (de) (VF : David Krüger) : Jason « Flea » Mabry dit Flair, US Navy, tireur de précision
- Charles Ingram (VF : Bruno Henry) : Demetrius « Silk » Owen, US Navy, tireur d'élite
- Akosua Bosia (VF : Souria Adèle) : Patience Ozokwor
- Sammi Rotibi : Arthur Azuka, fils du défunt président du Nigeria Samuel Azuka
- Benjamin Ochieng : le colonel Emanuel Okeze
- Malick Bowens : le colonel Idris Salick, Troupes Rebelles Nigérianes
- Peter Mensah : le commandant Samuel Terwase, Troupes Rebelles Nigérianes
- Jimmy Jean-Louis (VF : Dominik Bernard) : Gideon
- Cornelia Hayes O'Herlihy : la sœur Siobhan O'Connor, nonne
- Fionnula Flanagan (VF : Marie-Martine) : la sœur Grace McIntyre, nonne
- Pierrino Mascarino : le père Giovanni Fianni, prêtre
- Kanayo Chiemelu (VF : Pascal Vilmen) : le général Mustafa Yakubu, Troupe Rebelles Nigérianes
- Antoine Fuqua : un rebelle fumant une cigarette (caméo)

## Production

### Genèse et développement
Le scénario s'inspire d'une réelle mission effectuée par le groupe anti-terroriste canadien JTF-2 en Colombie. L'histoire de la mission est ensuite racontée à des producteurs par un des tireurs d'élite du groupe.
Le titre du film Tears of the Sun était initialement celui d'un projet pour un 4e volet Die Hard, également avec Bruce Willis. L'acteur demandera l'autorisation de l'utiliser pour ce film.
Tous les acteurs jouant des SEAL ont subi un entraînement intensif de deux semaines avec l'ancien SEAL Harry Humphries.
L'acteur Kevin Smith était prévu dans la distribution mais il est décédé avant le tournage.
Le réalisateur a voulu sensibiliser au sort des réfugiés africains et a voulu engager au maximum des gens ayant vécu un sort similaire. Ainsi, parmi les figurants, se trouvent d'anciens réfugiés kényans, sénégalais, congolais, nigérians et libériens.

### Tournage

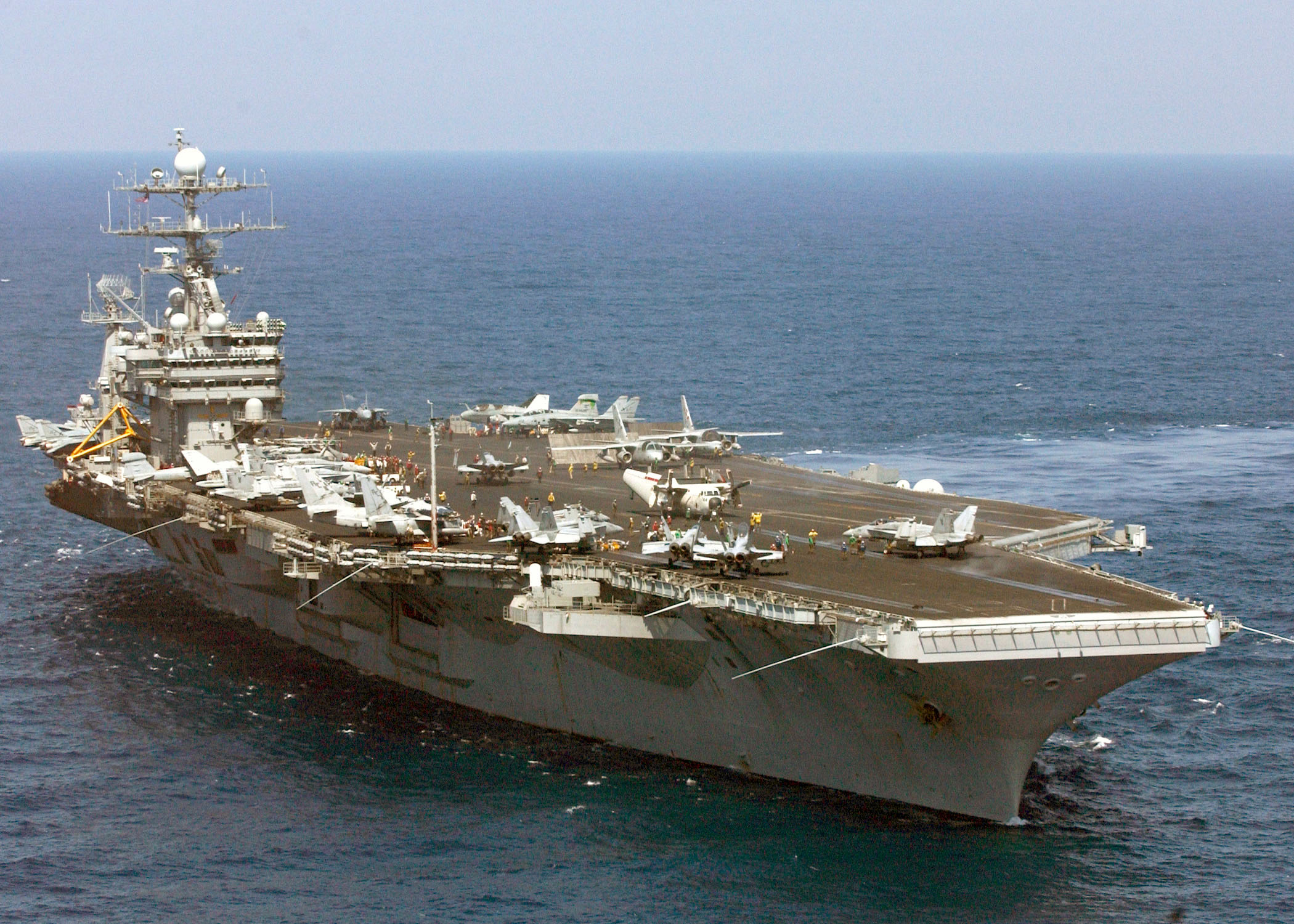
L'USS Harry S. Truman (CVN-75), ici en mars 2003 en mer Méditerranée.

Le tournage a lieu à Hawaï, notamment sur l'île d'Oahu, ainsi qu'à Los Angeles. Le film a été tourné à bord du porte-avions de classe Nimitz l'USS Harry S. Truman (CVN-75). L'armée américaine a mis à disposition de la production plusieurs hélicoptères de combat mais également des avions de chasse F 18,.
Des tensions ont lieu durant le tournage entre le réalisateur Antoine Fuqua et Bruce Willis. Ils promettront de ne plus jamais travailler ensemble. L'acteur a par ailleurs été victime d'un incident de tournage qui serait le point de départ de son aphasie, augmentant progressivement la difficulté à jouer par la suite jusqu'à sa retraite définitive en 2022.
Le tournage est par ailleurs marqué par le décès d'un cascadeur parachutiste à Oceano en Californie. L'homme n'a pas atterri au bon endroit et s'est noyé.

## Accueil

### Critique
Le film reçoit des critiques plutôt négatives. Sur l'agrégateur américain Rotten Tomatoes, il récolte 33% d'opinions favorables pour 155 critiques et une note moyenne de 4,9⁄10. Sur Metacritic, il obtient une note moyenne de 48⁄100 pour 36 critiques.
En France, le film obtient une note moyenne de 2⁄5 sur le site AlloCiné, qui recense 3 titres de presse.

### Box-office
Le film récolte plus de 86 millions de dollars au box-office mondial. Il n'est pas très rentable avec son budget de production estimé entre 75 et 100,5 millions.
| Pays ou région    | Box-office      | Date d'arrêt du box-office | Nombre de semaines |
| ----------------- | --------------- | -------------------------- | ------------------ |
| États-Unis Canada | 43 734 876 $    | 29 mai 2003                | 10                 |
| France            | 558 572 entrées |                            | -                  |
| Total mondial     | 86 468 162 $    | -                          | -                  |

## Distinctions

### Nominations
- Black Reel Awards 2004 : nomination au prix du Meilleur réalisateur pour Antoine Fuqua
- Teen Choice Awards 2003 : nomination au Choice Movie Breakout Star pour Monica Bellucci

## Commentaires
- Le film s'achève sur une citation attribuée à Edmund Burke : « The only thing necessary for the triumph of evil is for good men to do nothing
La seule chose nécessaire au triomphe du mal est l'inaction des gens de bien. »
- Le personnage incarné par Johnny Messner aurait inspiré celui de « Soap » des jeux vidéo Call of Duty 4: Modern Warfare , Call of Duty: Modern Warfare 2 et Call of Duty: Modern Warfare 3[6].